# Prez (Ardennes)
Prez település Franciaországban, Ardennes megyében. Lakosainak száma 132 fő (2022. január 1.). Prez Aouste, Estrebay, Flaignes-Havys, Liart és Logny-Bogny községekkel határos.

## Népesség
A település népességének változása:
| Lakosok száma | 97   | 137  | 105  | 136  | 138  | 142  | 136  | 134  | 132  | 132  |
|               | 1968 | 1982 | 1990 | 2006 | 2013 | 2015 | 2017 | 2019 | 2020 | 2022 |